# La Baby-Sitter
La Baby-Sitter (Engels: Wanted: Babysitter) is een Frans-Italiaans-Duitse misdaadfilm uit 1975 onder regie van René Clément. De film werd destijds uitgebracht onder de titel De babysitter.

## Verhaal
Michelle is een Franse studente in Rome. Ze verdient bij als oppas voor de zoon van een rijke filmproducent. Ze wordt echter ontvoerd door een ex-stuntman die aan lager wal is geraakt.

## Rolverdeling
| Acteur           | Personage           |
| ---------------- | ------------------- |
| Maria Schneider  | Michelle            |
| Sydne Rome       | Ann                 |
| Vic Morrow       | Vic                 |
| Robert Vaughn    | Stuart Chase        |
| John Whittington | Peter Franklin      |
| Nadja Tiller     | Lotte               |
| Carl Möhner      | Cyrus Franklin      |
| Clelia Matania   | Oude buurvrouw      |
| Marco Tulli      | Commissaris Trieste |
| Armando Brancia  | Inspecteur Carrara  |
| Georg Marischka  | Henderson           |
| Renato Pozzetto  | Gianni              |